# Resolució 2448 del Consell de Seguretat de les Nacions Unides
La Resolució 2248 del Consell de Seguretat de les Nacions Unides, fou adoptada el 13 de desembre de 2018. Després de recordar les resolucions anteriors sobre la República Centreafricana, en particular la Resolució 2446, i qualificant la seva situació d'extremadament seriosa, el Consell va acordar ampliar el mandat de la Missió Unidimensional Integrada de les Nacions Unides per a l'Estabilització a la República Centreafricana (MINUSCA) fins al 15 de novembre de 2019 per tal de reforçar el procés de pau.
La resolució fou aprovada amb 13 vots a favor i cap en contra, però amb l'abstenció de la República Popular de la Xina i de la Federació Russa, que consideraven que el text no reflectia els interessos de totes les parts en el conflicte.